# Sylvain Fleury
Sylvain Fleury (né le 30 avril 1970 à Drummondville, dans la province de Québec au Canada) est un joueur professionnel canadien de hockey sur glace.

## Carrière en club
En 1988, il commence sa carrière avec le Collège français de Longueuil dans la Ligue de hockey junior majeur du Québec. Il passe professionnel avec les Bombers de Dayton dans l'ECHL en 1991.

## Statistiques
| Saison    | Équipe                          | Ligue |    | Saison régulière | Saison régulière | Saison régulière | Saison régulière | Saison régulière |   | Séries éliminatoires | Séries éliminatoires | Séries éliminatoires | Séries éliminatoires | Séries éliminatoires |
| Saison    | Équipe                          | Ligue | PJ | B                | A                | Pts              | Pun              | PJ               | B | A                    | Pts                  | Pun                  |                      |                      |
| 1988-1989 | Collège français de Longueuil   | LHJMQ | 69 | 47               | 54               | 101              | 59               | -                | - | -                    | -                    | -                    |                      |                      |
| 1989-1990 | Collège français de Longueuil   | LHJMQ | 70 | 50               | 74               | 124              | 26               | 7                | 5 | 5                    | 10                   | 0                    |                      |                      |
| 1990-1991 | Collège français de Longueuil   | LHJMQ | 68 | 36               | 61               | 97               | 29               | 8                | 7 | 6                    | 13                   | 2                    |                      |                      |
| 1991-1992 | Bombers de Dayton               | ECHL  | 59 | 27               | 30               | 57               | 13               | 3                | 3 | 0                    | 3                    | 2                    |                      |                      |
| 1992-1993 | Blazers d'Oklahoma City         | LCH   | 59 | 48               | 53               | 101              | 24               | 6                | 5 | 3                    | 8                    | 8                    |                      |                      |
| 1993-1994 | Stingrays de la Caroline du Sud | ECHL  | 68 | 46               | 49               | 95               | 36               | 3                | 2 | 1                    | 3                    | 2                    |                      |                      |
| 1994-1995 | Stingrays de la Caroline du Sud | ECHL  | 50 | 15               | 32               | 47               | 10               | -                | - | -                    | -                    | -                    |                      |                      |
| 1995-1996 | Falcons de Détroit              | CoHL  | 16 | 4                | 7                | 11               | 4                | -                | - | -                    | -                    | -                    |                      |                      |
| 1995-1996 | Wheels de Saginaw               | CoHL  | 34 | 20               | 24               | 44               | 20               | -                | - | -                    | -                    | -                    |                      |                      |

## Trophée
- Ligue centrale de hockey
  - Trophée Bill-Levins en 1992-1993
  - Trophée Ken-McKenzie en 1992-1993